# Clara Christiana Morgan Chapin
Clara Christiana Morgan Chapin (alcunha, Mom Chape e La Petite; pseudônimo, Clara English; Gloucestershire, 26 de dezembro de 1852 – Los Angeles, novembro de 1926) foi uma sufragista americana nascida na Grã-Bretanha, trabalhadora do movimento de temperança e editora.

## Primeiros anos e educação
Clara Christiana Morgan nasceu em Gloucestershire, na Inglaterra, em 26 de dezembro de 1852. Seu pai era de origem galesa, e sua mãe vinha de uma antiga família rural, os Blagdons, proprietários da mansão de Boddington desde os tempos de Guilherme I de Inglaterra.
Ela foi alfabetizada no Clifton Ladies' College e passou no exame local de Cambridge, a única forma de privilégio universitário aberto na época para meninas. Ela veio para os Estados Unidos com seus pais e seus cinco filhos mais novos em 1870. A família foi criada no condado de Fillmore, em Nebraska.
No condado de Fillmore, Chapin dedicou-se ao ensino. Em setembro de 1872, ela se casou com Clarence C. Chapin, de Sheffield, Massachusetts, e logo depois, eles se mudaram para o Condado de Franklin, Nebraska, onde ambos tiveram um papel notável no desenvolvimento do novo Estado de Nebraska. O Sr. Chapin trabalhou como membro da Assembleia Legislativa do Estado de Nebraska, enquanto sua esposa, pelo uso de sua caneta e influência pessoal, ajudou a garantir a promulgação da lei de licença Slocum, na época considerada a panaceia em questões de temperança. Eles também ajudaram materialmente a garantir a temperança da lei educacional e científica para aquele Estado. Ela estava particularmente interessada em todos os movimentos para o avanço das mulheres e participou ativamente da campanha pelo sufrágio feminino de 1882. Ela era um membro notável da União de Temperança Cristã da Mulher e escreveu muito para a imprensa sobre a mulher e questões de temperança. Ela atuou como editora do The Union Signal, um órgão da Woman's Temperance Publishing Association, de 1874. Chapin usou o pseudônimo "Clara English".
Sendo uma mulher baixa, Chapin geralmente atendia pelo nome de "La Petite" entre seus colegas de trabalho em Nebraska. Embora seja de nascimento uma inglesa, o trabalho de toda a vida de Chapin foi nos Estados Unidos. Ela residia, com seu marido, filho e duas filhas, em uma das cidades suburbanas de Chicago, Illinois. Ela morreu em novembro de 1926 em Los Angeles, Califórnia.